# De Blåa
De Blåa (finska sedan 12 april 2022: Korjausliike) var ett politiskt parti i Finland. Partiet grundades i juni 2017 som en utbrytning ur riksdagspartiet Sannfinländarna. I november 2017 infördes Blå framtid i partiregistret. Riksdagsgruppen hette först Nytt alternativ men blev sedan Blå riksdagsgruppen. Samtliga tidigare sannfinländska ministrar följde med utbrytargruppen, så partiet var redan från start ett regeringsparti medan Sannfinländarna hamnade i opposition.
I riksdagsvalet 2019 förlorade partiet sina samtliga mandat.
Den 11 juni 2023 beslöt man att lägga ner verksamheten.